# Il risveglio della mummia
Il risveglio della mummia (La momia azteca) è un film del 1957 diretto da Rafael Portillo.

## Trama
Per dimostrare la fondatezza dei suoi studi sull'ipnosi regressiva, il dottor Almers ipnotizza la moglie Flora facendola regredire ad una vita passata quando la donna era una ragazza azteca di nome Xochitl destinata ad essere sacrificata al dio Tezkatlipoka. All'epoca il guerriero Popoca, innamoratosi di lei, fece di tutto per salvarla ma i due furono sorpresi dai sacerdoti e giustiziati.
Al risveglio dall'ipnosi Flora asserisce di essere in grado di ritrovare i gioielli di Xochitl che si credevano perduti per sempre. Per riuscire in questa impresa è necessario però risvegliare la mummia di Popoca. Una volta risvegliata, la mummia rapisce Flora per sacrificarla lui stesso al dio Tezkatlipoka. Il dottor Almers, il padre di Flora e il pusillanime Pinacai giungono in tempo per impedire il sacrificio e il padre di Flora decide di sacrificare la propria vita facendosi esplodere insieme alla mummia in una delle stanze della piramide a gradoni in cui aveva dormito per secoli.

## Produzione

### Premesse
Il cinema messicano iniziò a realizzare una serie di film che fossero simili ai famosi film horror realizzati dalla Universal Studios, ma con le differenze necessarie per evitare azioni legali di violazione del copyright. Il primo di questi film fu Ladrón de Cadáveres ispirato parzialmente a Frankenstein.
Sperando di replicarne il successo, Alfredo Salazar scrisse una sceneggiatura simile a quella dei film La mummia e The Mummy's Hand e basata su un soggetto scritto insieme a Guillermo Calderon.

### Riprese e post-produzione
Il film venne girato a Città del Messico negli studi CLASA in contemporanea con i suoi primi due sequel.
Al fine di risparmiare sui costi di doppiaggio per le versioni negli Stati Uniti, il regista americano Jerry Warren tagliò parte del film e girò nuove scene con gli attori Richard Webb, John Burton, Bruno Ve Sota e Nina Knight. Warren fece un accordo con il distributore del film, l'Azteca Films Inc., che aveva sede a Los Angeles, per creare versioni americanizzate dei film stranieri per la compagnia.
Alcune riprese sono state poi riutilizzate nei sequel del film.

### Distribuzione
Il film fu distribuito in Messico il 13 novembre 1957 dalla Peliculas Nacionales.
Il film uscì in Italia nella versione statunitense con gli accrediti e i nomi dei personaggi anglofonizzati.

## Sequel
Il film diede origine ad una serie di seguiti, anche se in realtà solamente alcuni di essi trattano della mummia azteca.
- La maldición de la momia azteca (1957)
- Il terrore viene d'oltretomba (La momia azteca contra el robot humano) (1958)
- Las luchadoras contra el médico asesino (1963)
- Las luchadoras contra la momia (1964)
- Las lobas del ring (1965)
- Las mujeres panteras (1967)
- La terrificante notte dei robot assassini (Las luchadoras vs el robot asesino) (1969)